# Ugo Brizi
Ugo Brizi (Ancona, 29 febbraio 1868 – Milano, 4 novembre 1949) è stato un botanico e micologo italiano.

## Biografia
Assistente di Giuseppe Cuboni nella sperimentale Regia Stazione di Patologia Vegetale di Roma, si è segnalato già nel 1896 per aver scoperto e descritto i danni derivanti sulla vegetazione dall'anidride solforosa.
Nel 1903, a seguito di concorso indetto a causa della scomparsa di Augusto Napoleone Berlese, è diventato titolare della cattedra di Patologia vegetale al Regio Istituto Tecnico Superiore di Milano, che ha tenuto sino al 1911 (a sua volta sostituito da Luigi Montemartini).
È stato anche direttore dell'Orto botanico di Brera. Si è occupato di fitopatologia, studiando le malattie dell'ulivo, della vite e del riso e descrivendo, in particolare, le briofiti. Ha steso le voci di diversi generi di piante (fra cui il borracina) e muschi (tra cui lo sfagno) per l'Enciclopedia Treccani. La sua opera principale è il manuale-atlante Malattie delle piante agrarie (1919).
Socio dell'Accademia dei Georgofili e della Società Botanica Italiana, dal 1937 al 1943 è stato presidente della Società Italiana di Scienze Naturali. Sua figlia, Ernesta, ha operato nello stesso campo, insegnando scienze naturali.